# Phragmanthera sarertaensis
Phragmanthera sarertaensis là một loài thực vật có hoa trong họ Loranthaceae. Loài này được (Hutch. & E.A. Bruce) M.G. Gilbert miêu tả khoa học đầu tiên năm 1985.